# قائمة العملات الفضية للإمبراطورية الألمانية

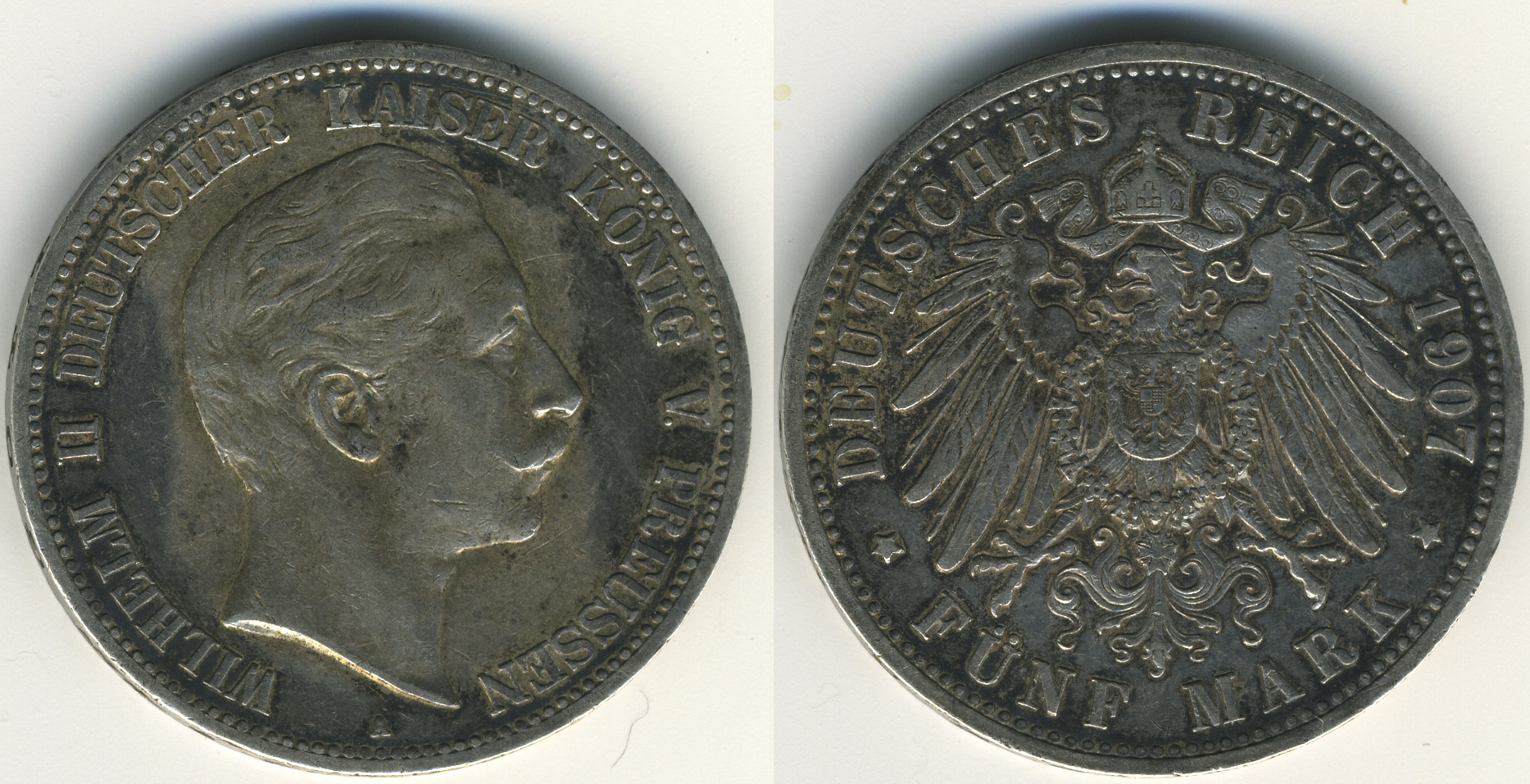
عملة بقيمة 5 ماركات من عهد ويليام الثاني

سُمح للولايات الفيدرالية في الإمبراطورية الألمانية بإصدار عملات فضية خاصة بها من فئة 2 و 5 مارك اعتبارًا من عام 1873. قانون العملات الصادر في 9 يوليو 1873 نَظم كيفية تصميم العُملات المعدنية: على الوجه الأمامي أو جانب الصورة، كان من المُقرر تصوير السيادة أو شعار النبالة للمدن الحرة هامبورغ أو بريمن أو لوبيك فقط، وكان لابد أن تحتوي العُملة المعدنية على دائرة لؤلؤية. على الجانب الخلفي أو الجانب المُسمى فقط كان مسموحًا بوجود النسر الإمبراطوري بتصميم مُعين. بالإضافة إلى ذلك، صُدرت المزيد من العملات الفضية بفئات 20 بفنغ، و50 بفنغ، و1 مارك. ومع ذلك، لم تكن هذه العُملات تحمل صورة حاكم، لأنها لم تصدر من قبل دول فردية.
في عام 1908، سُكت عملات معدنية بقيمة 3 مارك لأول مرة، والتي تُطبق نفس الأحكام عليها كما هو الحال بالنسبة لعملات 2 و5 مارك.
خُفف أحكام عام 1873 بموجب قانون العُملات الصادر في 1 يونيو/حزيران 1909؛ أصبح من الممكن الآن تصوير أشكال أخرى على العملات التذكارية، ولم تعد الدائرة اللؤلؤية إلزامية؛ كما سُمح لجانب القيمة أن يكون له تصميم مختلف.
ونتجت بعض العملات المعدنية بأعداد كبيرة جدًا، مثل العملات المتداولة والتذكارية لمملكة بروسيا. ومن ناحية أخرى، في المناطق الأصغر حجماً والتي تضم عدداً صغيراً من السكان، كانت الأعداد أقل بكثير، خاصة من العملات التذكارية. من ناحية أخرى، بسبب الحرب العالمية الأولى، سُك 100 نسخة فقط من العُملة التذكارية الساكسونية بقيمة 3 مارك للاحتفال بالذكرى السنوية الأربعمائة في عام 1917، كما سُكت إصدارات تذكارية للمناسبات الوطنية في هيسن (1917) وبافاريا (1918) بأعداد قليلة فقط.
كانت العملات المعدنية صالحة في جميع أنحاء الإمبراطورية، بحيث من المُمكن أيضًا استخدام العملات المعدنية من بادن في بروسيا، على سبيل المثال.

## عملات
تُسك العملات الفضية للإمبراطورية في تسعة دور سك مختلفة:
| رمز العملة | مكان      | فترة        |
| ---------- | --------- | ----------- |
| أ          | برلين     | من عام 1872 |
| ب          | هانوفر    | 1872–1878   |
| ج          | فرانكفورت | 1872–1879   |
| د          | ميونخ     | من عام 1872 |
| هـ         | دريسدن    | 1872–1887   |
| هـ         | مولدنهوتن | 1887–1953   |
| ف          | شتوتغارت  | من عام 1872 |
| ج          | كارلسروه  | من عام 1872 |
| ح          | دارمشتات  | 1872–1882   |
| ج          | هامبورغ   | من عام 1875 |

## فئات تصل إلى 1 مارك
صدرت العملات الفضية الأصغر حجمًا للإمبراطورية الألمانية اعتبارًا من عام 1873 بقيم اسمية تبلغ 20 بفنغاً و 1 مارك. سُكت 50 عملة معدنية من فئة بفنغ بواسطة دور السك في عام 1875. في وقت مبكر من عام 1877 استبدلت العملات الفضية بقيمة 20 بفنغ بعملات مصنوعة من النحاس والنيكل. منذ عام 1891 تغير التصميم قليلاً كما حدث أيضًا في الفئات الأعلى: الآن يصور النسر الإمبراطوري شعار نبالة صغيرًا بدلاً من شعار النبالة الأكبر المستخدم حتى تلك النقطة. بعد عام 1903 لم يسك المزيد من العملات المعدنية بقيمة اسمية 50 بفنغ؛ وبدلاً من ذلك حملت هذه العملات المعدنية القيمة الاسمية ½ مارك.
| الطوائف  | وجه العملة | يعكس       | فترة السك                | وزن        | القطر من العملة | حافة تصميم |
| -------- | ---------- | ---------- | ------------------------ | ---------- | --------------- | ---------- |
| 20 بفنيج | 20 pfennig | 20 pfennig | 1873–1877                | 1.111 غرام | 16.0 ملم        | 110 درجة   |
| 50 بفننج | 50 Pfennig | 50 Pfennig | 1875–1877                | 2.778 غرام | 20.0 ملم        | 126 درجة   |
| 50 بفننج |            |            | 1877–1878                | 2.778 غرام | 20.0 ملم        | 126 درجة   |
| 50 بفننج |            |            | 1896 1898 1900–1903      | 2.778 غرام | 20.0 ملم        | 126 درجة   |
| ½ مارك   | ½ Mark     | ½ Mark     | 1905–1919                | 2.778 غرام | 20.0 ملم        | 90 درجة    |
| 1 مارك   | 1 Mark     | 1 Mark     | 1873–1883 1885–1887      | 5.556 غرام | 24.0 ملم        | 140 درجة   |
| 1 مارك   | 1 Mark     | 1 Mark     | 1891–1894 1896 1898–1916 | 5.556 غرام | 24.0 ملم        | 140 درجة   |

لقد انتتجت في جميع دور السَك، على الرغم من أن العديد منها لم تنتج جميع الفئات في كل عام.
كانت هذه العملات المعدنية، مثل القطع النقدية من فئة 2 و3 و5 مارك، مصنوعة من الفضة بنسبة 900/1000.

## فئة من 2 مارك

### الحجم والوزن
جميع العملات المعدنية مصنوعة من الفضة 900/1000.
يبلغ وزن العُملات المعدنية فئة 2 مارك 11.111 غرامًا ويبلغ قطرها 28 ملم.
يبلغ وزن العُملات المعدنية فئة 3 مارك 16.667 غرامًا ويبلغ قطرها 33 ملم.
يبلغ وزن العُملات المعدنية فئة 5 مارك 27.778 غرامًا ويبلغ قطرها 38 ملم.
بشكل عام، يُمثل المارك 5 غرام من الفضة. وبالتالي فإن عُملة فضية بقيمة 5 مارك تحتوي على 25 غرامًا من الفضة؛ وعلى النقيض من ذلك كانت هناك أيضًا عُملات ذهبية بقيمة 5 مارك تحتوي على 1.79 غرامًا من الذهب.

### صور الجانب العكسي
يظهر النسر الإمبراطوري على الوجه الخلفي للعملات الفضية. هناك نوعان: النسر ذو شعار النبالة الكبير ("النسر الصغير") والنسر ذو شعار النبالة الصغير ("النسر الكبير"). استخدم الأول حتى عام 1889، والثاني منذ عام 1891. لم تُسك أي عُملات فضية بين تلك التواريخ.

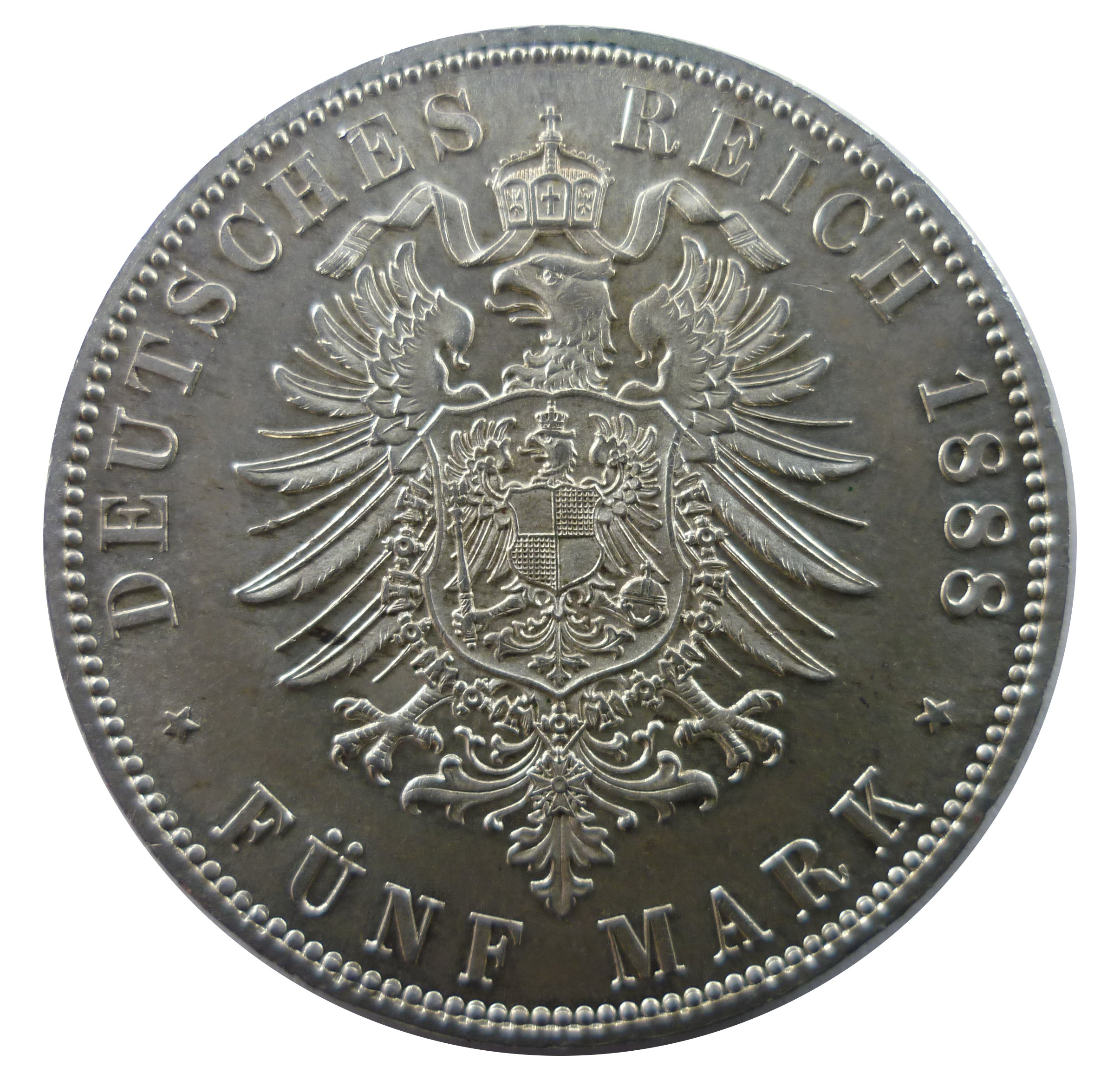
نسر يَحمل شِعار نبالة كبير ("نسر صغير")
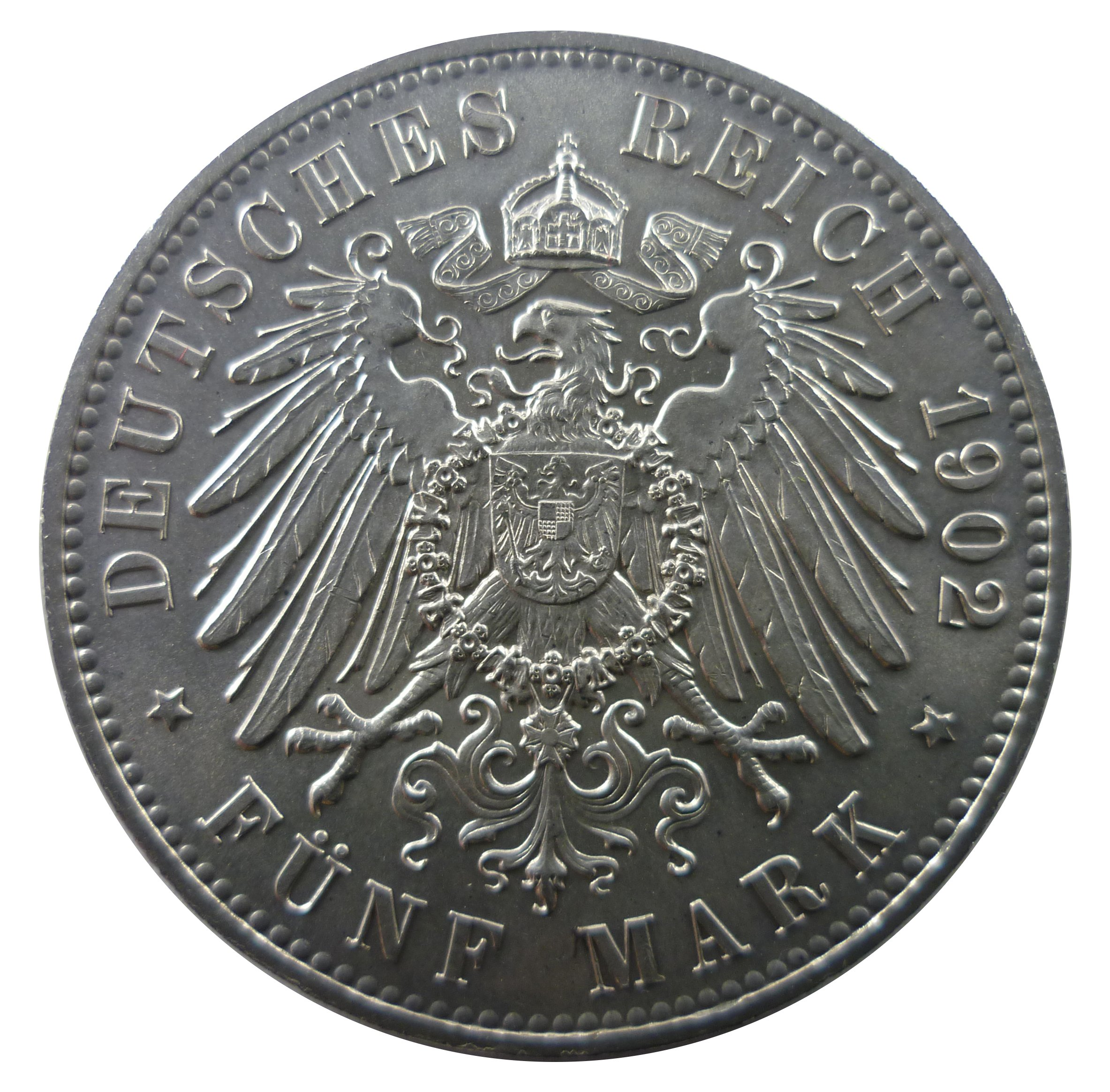
نسر يَحمل شِعار نبالة صغير ("نسر كبير")

النص يقول:
الإمبراطورية الألمانية --السنة--
--قيمة--

#### الاستثناءات
سمحت العُملة المعدنية لعام 1909 بتغيير جانب القيمة أيضًا:
- على الوجه الخلفي للعُملات المعدنية "الذكرى المئوية لدوقية 1915" (مكلنبورغ شفيرين) و"الذكرى المئوية لانضمام كونتية مانسفيلد" (بروسيا) يمكن رؤية شكل آخر من أشكال النسر الإمبراطوري، وهو ما يسمى "نسر الحرب".
- كما تحمل العملات المعدنية البروسية من فئة 3 مارك "الذكرى المئوية لجامعة برلين" و"الذكرى المئوية لجامعة بريسلاو" أشكالًا أخرى من النسر الإمبراطوري.
- نقش شكل النسر الإمبراطوري (نسر فن الآرت نوفو) على ظهر عملة "الذكرى المئوية لدوقية ساكس-فايمار-آيزناخ الكبرى".
- ويظهر على الوجه الخلفي للعملة المعدنية "الذكرى المئوية لحروب التحرير ضد فرنسا " نسر يمسك بثعبان (رمز الحكم الأجنبي النابليوني).

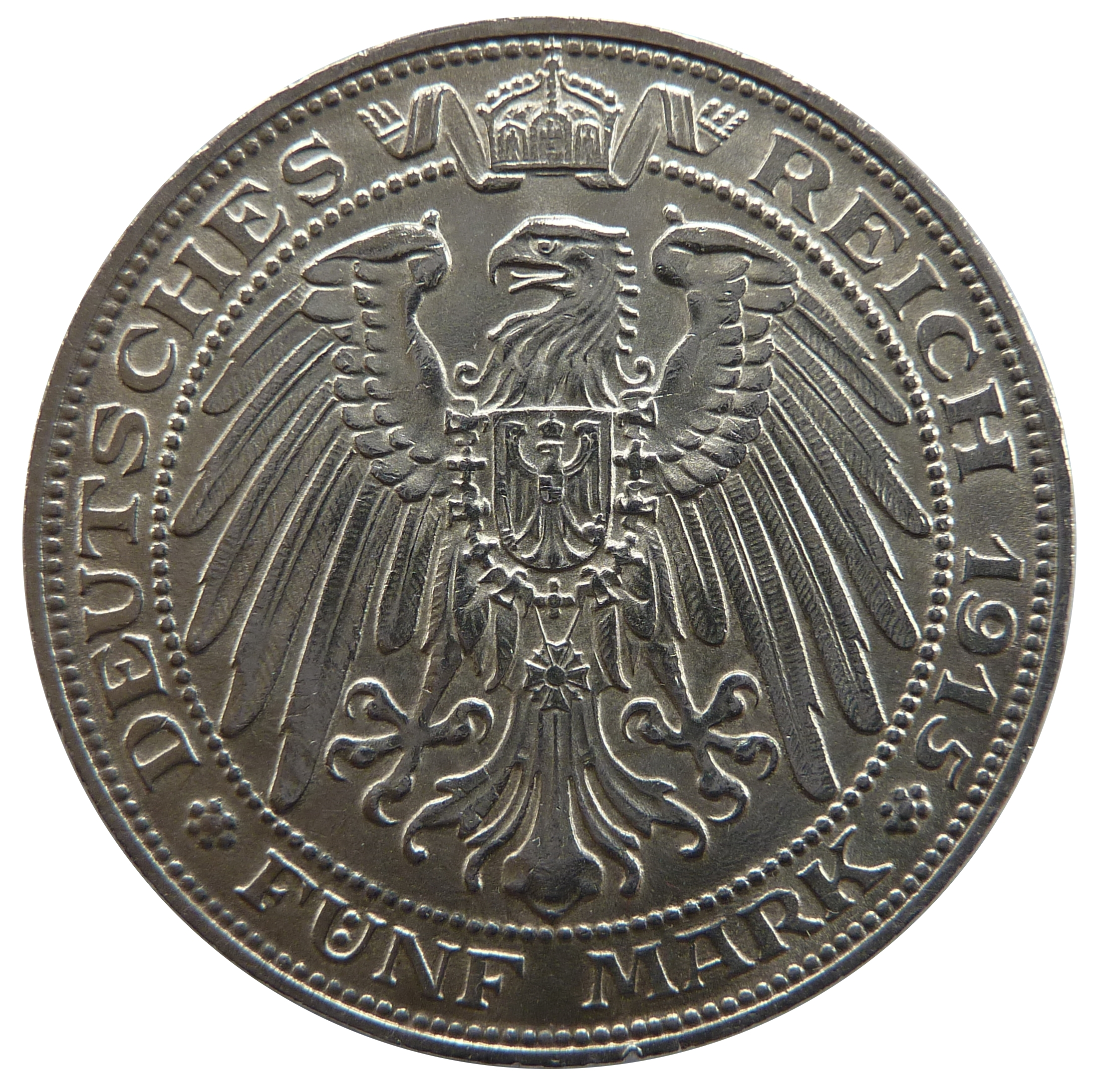
ظهر العُملة المعدنية "الذكرى المئوية لميكلنبورج شفيرين"
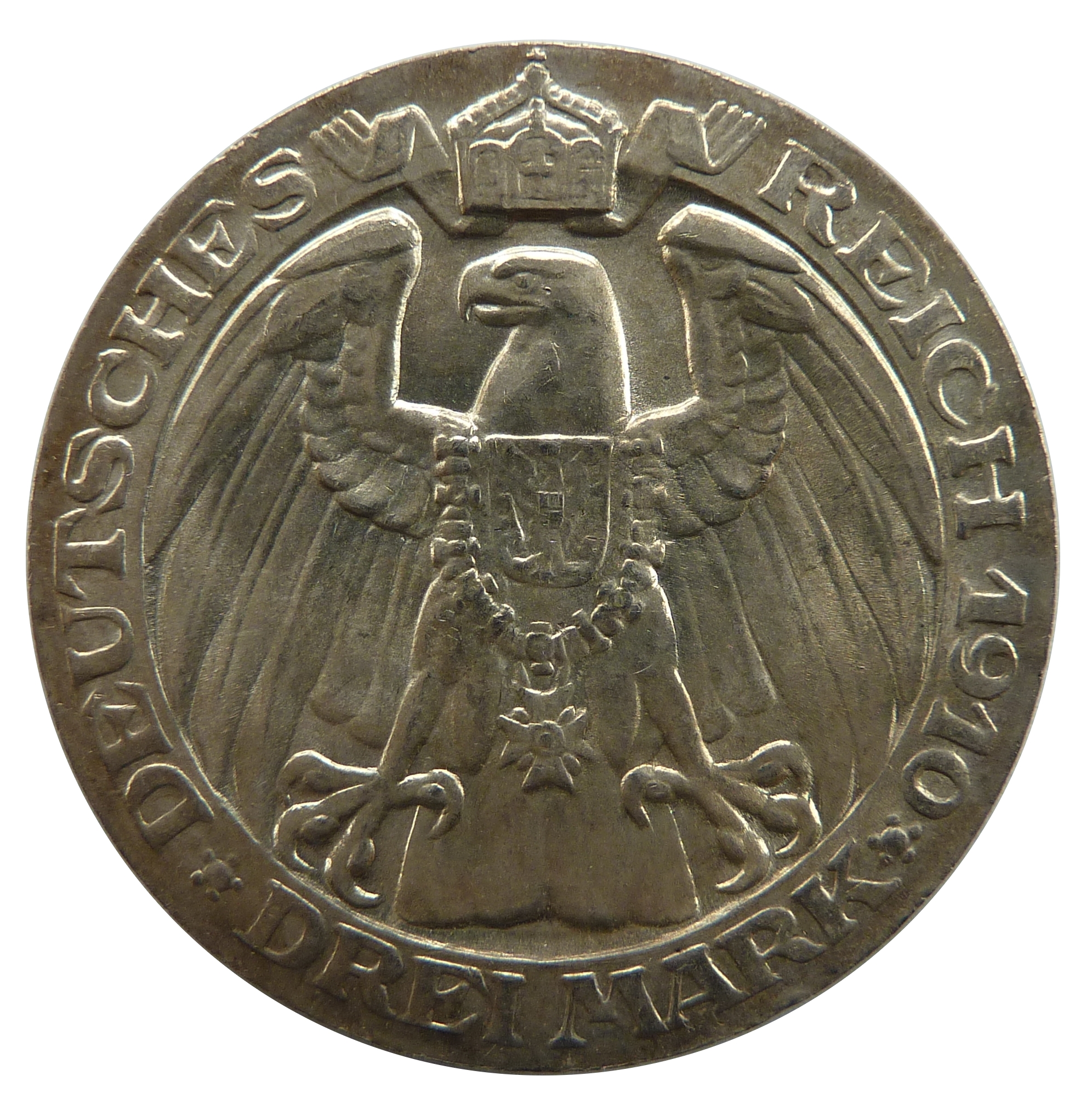
ظهر العُملة المعدنية "الذكرى المئوية لجامعة برلين"
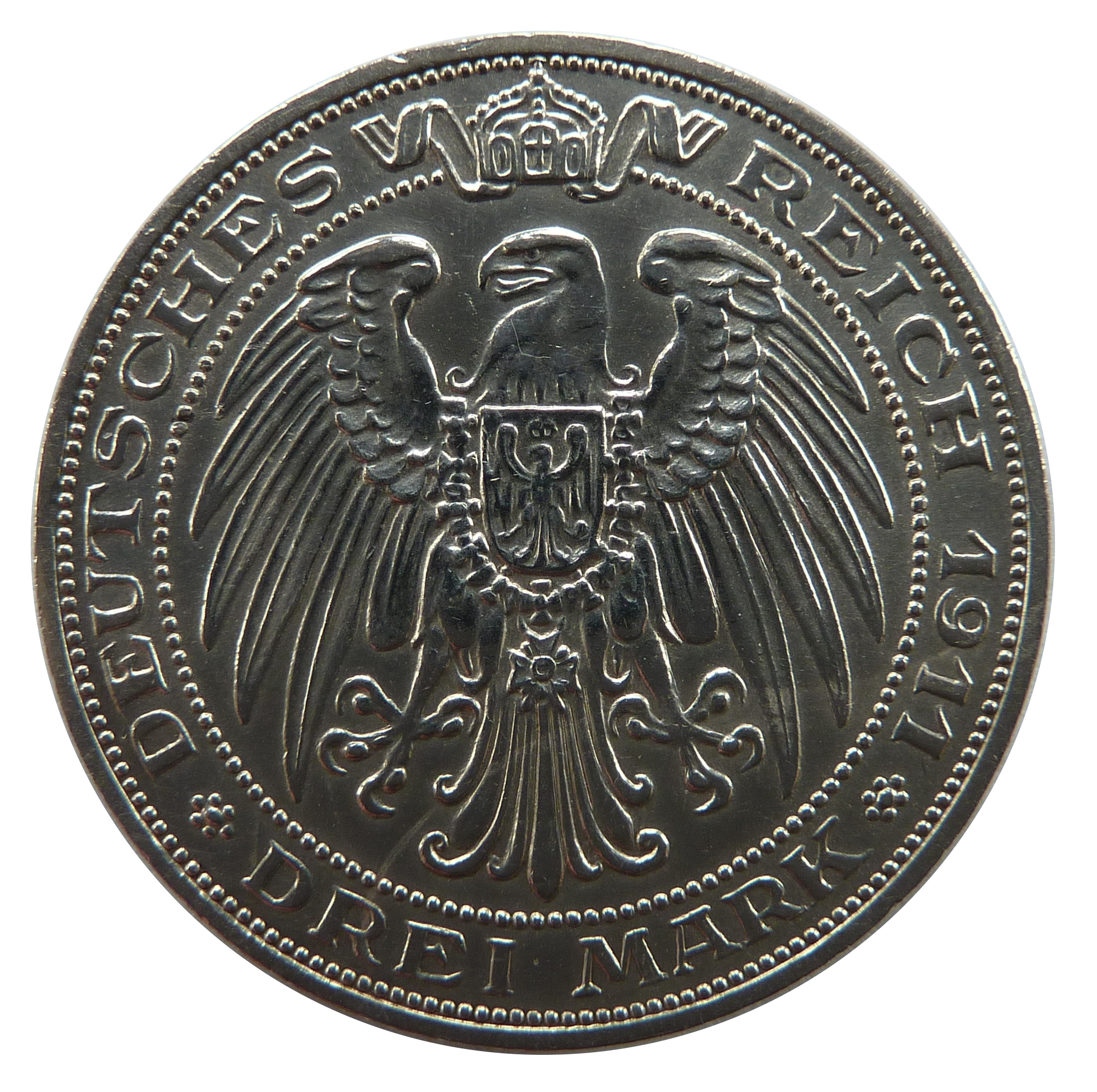
ظهر العُملة المعدنية "الذكرى المئوية لجامعة بريسلاو"
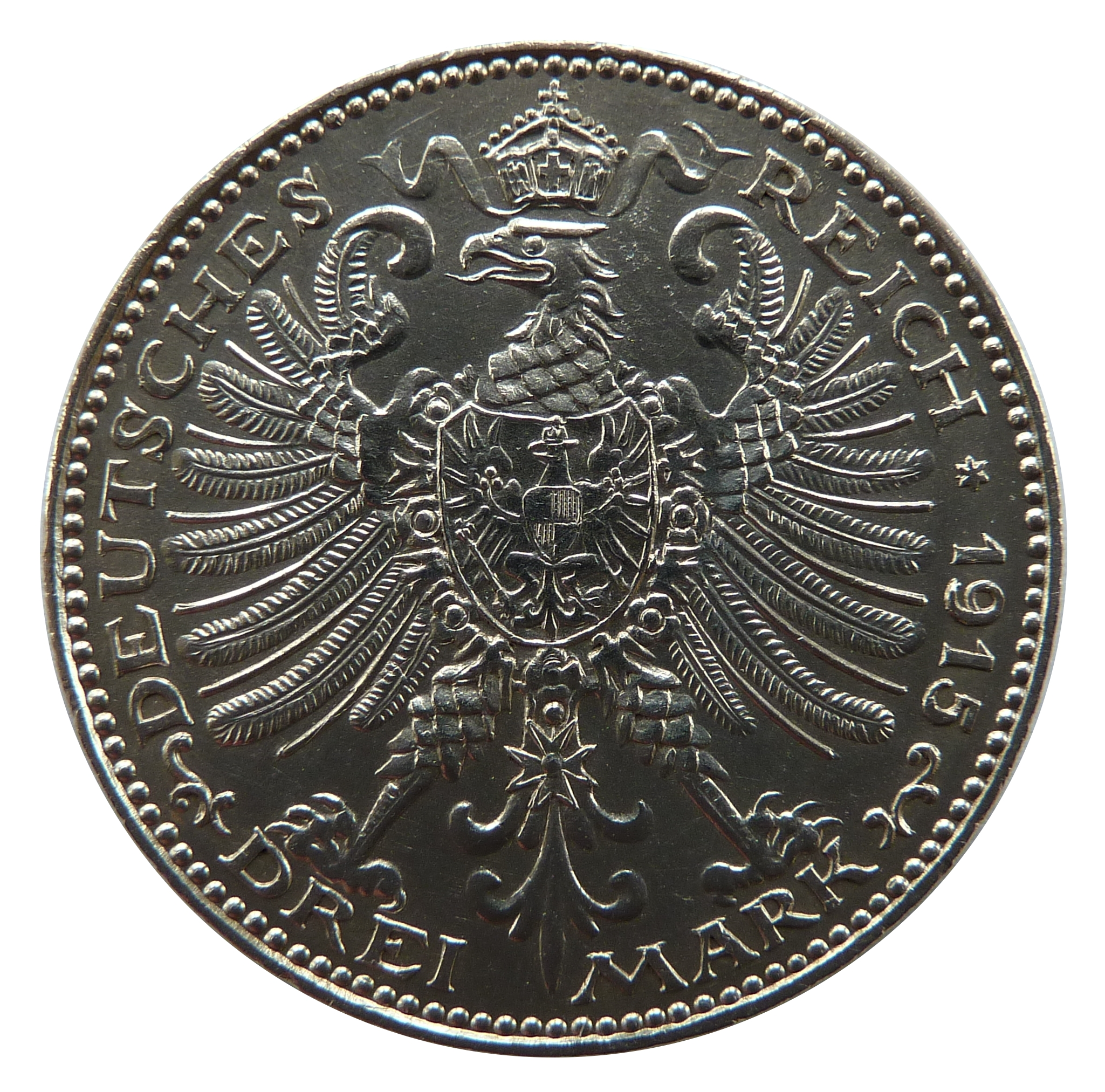
ظهر العُملة المعدنية "الذكرى المئوية لساكس-فايمار-أيزناخ"
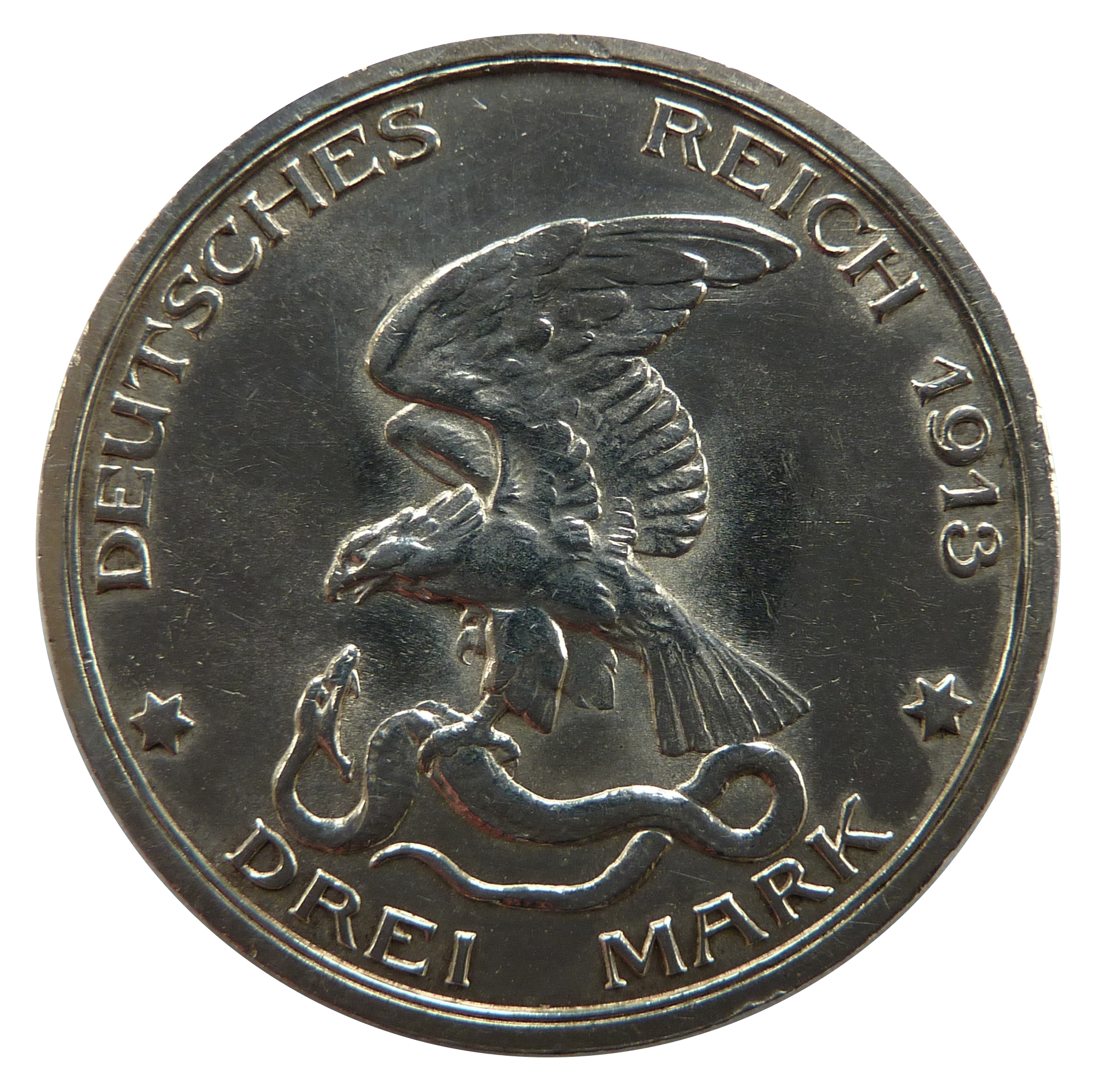
ظهر العُملة المعدنية "الذكرى المئوية لحروب التحرير".

### حافة
سُكت حافة العملة المعدنية بقيمة 2 مارك بـ 140 درجة، في حين خُتم محيط العملات المعدنية بقيمة 3 و5 مارك بنقش GOTT مع UNS ("الله معنا"). بين الكلمات يوجد نقشان عربيان بينهما صليب حديدي.

### قائمة
فيما يلي جدول للعملات الفضية التي أصدرتها الإمبراطورية الألمانية.
أسطورة :
القيمة الاسمية: القيمة الاسمية للعُملة المعدنية هي الفئة المذكورة على العُملة المعدنية والتي صدرت العملات المعدنية بها في أغلب الأحيان.
سنة الإصدار: سنة الإصدار هي السنة التي سك فيها واصدر عُملة معدنية معينة.
العملة المتداولة/التذكارية: العملة المتداولة هي العُملة لا يوجد لها سبب مُحدد لإصدارها. فهو لا يُصور إلا صورة الأمير أو شِعار المدينة. وبالإضافة إلى ذلك، فإنه عادة ما يُصدر على مدى عدة سنوات. العُملة التذكارية هي العُملة التي تُصدر لمناسبة مُحددة، مثل ذكرى تأسيس الدولة أو عيد ميلاد الحاكم. انتتجت كل هذه العُملات المعدنية في عام واحد فقط. ومع ذلك، وكما هو الحال مع العُملات المعدنية المتداولة، فقد كانت هذه العُملات وسيلة رسمية للدفع.
المناسبة/الموضوع: يذكر مناسبة العملة التذكارية أو موضوع العملة المتداولة.
الدار: انتتجت أغلب العُملات المعدنية بواسطة دار سك واحدة فقط (انظر أعلاه) مدرجة هنا.
حالة ممتازة:
- MS: سكت هذه العملات المعدنية بالطريقة العادية. ومع ذلك، فإن أغلبها لم تعد في حالة "نظيفة غير متداولة"، لأنها تآكلت مع مرور الوقت.
- PF: سكت هذه العملات المعدنية بطريقة خاصة، منفصلة عن العملات الأخرى. سكت من قطع معدنية مصقولة باستخدام قوالب مصقولة خصيصًا. يؤدي هذا إلى ظهور النتوءات الموجودة على العملة المعدنية بشكل باهت بينما يكون السطح عاكسًا. تكون هذه العملات المعدنية أكثر تكلفة عادةً من العملات المعدنية العادية، حيث سكت أيضًا بأعداد أقل في معظم الحالات. إذا كانت الكلمة المتوفرة موجودة في عمود "PF"، فهذا يعني أن عدد عملات PF غير معروف.

## سمات

### أخطاء/انحرافات النقش
من المعروف أن الاختلافات التالية في النقش:
- أحد أخطاء الختم الموجودة على بعض العملات هو الكتابة الهامشية غير الصحيحة OTT مع UNS، على سبيل المثال على بعض العملات المعدنية المتداولة بقيمة 3 مارك في أنهالت من عام 1909 وبعض العملات المعدنية بقيمة 5 مارك من بروسيا مع صورة ويليام الثاني.
  - عملة 5 مارك من فورتمبيرغ من عام 1908 تحمل الكتابة الهامشية OTT MI UNS على بعض العملات.
- كلمة BADEN مكتوبة على بعض العملات المعدنية فئة 5 مارك من بادن من عام 1875 إلى عام 1891 بدون شرطة مائلة داخل الحرف A ، أي: BΛDEN .
- في حالة عملات Baden 5 Mark المتداولة من عام 1913، يحدث أن يكون الحرف D في BADEN مفتوحًا في الأعلى.
- "Ottos Locken" على عملات بافاريا فئة 5 و2 مارك من عام 1888 إلى عام 1913
  - خصلة الشعر المفتوحة/المغلقة: أصبحت خصلة الشعر المغلقة في أصلها لدى أوتو خصلة شعر مفتوحة بسبب تلميع القالب.
  - تجعيدات فوق الأذن: بسبب اختلافات الختم، توجد إما تجعيدات متعددة أو تجعيد واحد كبير فوق الأذن.
- 2 و 5 مارك ساكس ماينينجن: العملات المعدنية من فئة 2 و 5 مارك ساكس ماينينجن لها نوعان مختلفان:
  - لحية الدوق تبعد حوالي 1.5 ملم عن دائرة الخرزة.
  - اللحية تلامس الخرز.

### مميزات اخرى
- كانت مدينة بريمن ترغب في الأصل في سك عملة بقيمة 3 مارك في عام 1914. لكن اندلاع الحرب العالمية الأولى حال دون ذلك.
- كانت مكلنبورغ شفيرين تخطط لسك عملات معدنية بقيمة 2 و5 مارك في عام 1919 بمناسبة الذكرى السنوية الخمسمائة لجامعة روستوك.

في بروسيا، في عام 1915، خُطط لإصدار عملة تذكارية بمناسبة الذكرى المئوية لميلاد بسمارك.
إن حقيقة أن عدد العُملات المعدنية قد تجاوز 100 مليون بسبب الطلب المُرتفع وبالتالي كان أعلى من عدد العُملات المعدنية لحروب التحرير أو الذكرى الخامسة والعشرين لحكم ويليام الثاني (حوالي 9 ملايين)، أظهرت شعبية بسمارك الأكبر على الإمبراطور، ولهذا السبب اسقطت الخطة.